# La Fortuna-vízesés
A La Fortuna-vízesés (spanyolul: Catarata La Fortuna, jelentése ’a szerencse vízesése’) egy vízesés, mely a Costa Rica középső részében elhelyezkedő Alajuela tartomány területén, a La Fortuna nevű vidéki várostól mintegy 5,5 kilométerre található. A vízesés körülbelül 65-75 méteres magasságból zúdul alá egy többek között úszásra is alkalmas medencébe. A környékét sziklás talajon fekvő sűrű, trópusi, dzsungelhez hasonlító növényzet borítja.
A vízesés a Chato szunnyadó tűzhányó alapjának területén, valamint az Arenal nevű rétegvulkán közelében helyezkedik el. A La Fortuna viszonylag meredek úton közelíthető meg gyalogosan vagy lóháton; a környékét egy nonprofit jellegű szervezet gondozza, amelyik belépődíjat szed a vízesés látogatóitól. A kapott pénzt helyi környezetvédelmi célokra használják fel. A vízesést a Tenorio folyó táplálja, amely az Arenal-hegylánc esőerdőin halad át, majd a hegység szikláihoz érkezve lezúdul, ezzel megalkotva a La Fortuna-vízesést.